# Brigitte Aubert
Pour les articles homonymes, voir Aubert.
Ne doit pas être confondu avec Brigitte Auber.
 (avril 2016).
Brigitte Aubert, née à Cannes le 17 mars 1956, est une autrice française de romans policiers.

## Biographie
Née en 1956 à Cannes, Brigitte Aubert grandit au cœur du Festival international du cinéma : ses parents exploitent le cinéma Olympia. Après l'obtention d'une maîtrise en droit du travail, à la Faculté de Nice, elle entre, en 1977, dans l'exploitation cinématographique comme programmatrice art et essai à l'UGC Méditerranée, profession qu'elle continue d'exercer à l'heure actuelle.
Dès 1982, elle devient scénariste/dialoguiste et productrice pour une maison de courts métrages, RN7 productions.
En 1984, elle participe au concours de nouvelles organisé par la Série noire et TF1. Sa nouvelle Nuits noires fait partie des dix textes primés qui sont édités dans le recueil Contes des neuf et une nuits. Depuis, elle publie régulièrement aux Éditions du Seuil. Elle maîtrise avec la même aisance le suspense psychologique et l’art du roman d’aventures, proche de l’espionnage, mais elle avoue se sentir attirée par la terreur et son romantisme. Grand prix de littérature policière en 1997 pour La Mort des bois. Elle a également écrit plusieurs romans pour un public plus jeune en collaboration avec Gisèle Cavali.
L'œuvre de Brigitte Aubert rivalise avec les Anglo-Saxons, spécialistes du thriller. En une vingtaine de romans publiés en l'espace de 17 ans, elle est devenue l'auteur français phare de la collection « Seuil policier », ses romans ont été traduits dans plus de dix-sept pays, dont les États-Unis, et, rétrospectivement, elle apparaît comme la grande révélation des années 1990 dans le champ du roman policier français.

## Œuvre

### Romans pour adultes

#### Romans hors série
- Les Quatre Fils du docteur March. Paris : Seuil, coll. « Seuil policiers », 1992, 240 p.  (ISBN 978-2-020-17291-2) (BNF 35513733)
- La Rose de fer, Paris, Seuil, coll. « Seuil policiers », 1er décembre 1993, 295 p. (ISBN 978-2-02-020193-3, BNF 35574031)
- Requiem caraïbe, Paris, Seuil, coll. « Seuil policiers », 6 mai 1997, 320 p. (ISBN 978-2-02-032039-9, BNF 35869171)
- Transfixions, Paris, Seuil, coll. « Seuil policiers », 1998, 209 p. (ISBN 978-2-02-035511-7, BNF 36716090)Adapté pour le cinéma (2001) sous le titre Mauvais genres, par Francis Girod, scénario et dialogues de Philippe Cougrand.
- Éloge de la phobie, Paris, Éditions du Masque, coll. « Noires racines », 23 août 2000, 313 p. (ISBN 978-2-7024-9358-8, BNF 37119095)
- Rapports brefs et étranges avec l'ombre d'un ange, Paris, Flammarion, coll. « Flammarion noir », 19 février 2002, 207 p. (ISBN 978-2-08-068151-5, BNF 38806072)
- Funérarium, Paris, Seuil, coll. « Seuil policiers », 25 mai 2002, 349 p. (ISBN 978-2-02-055632-3, BNF 38856674)
- Le Chant des sables, Paris, Seuil, coll. « Thriller », 6 mai 2005, 340 p. (ISBN 978-2-02-067947-3, BNF 39977629)
- Une âme de trop, Paris, Seuil, coll. « Seuil policiers », 19 octobre 2006, 253 p. (ISBN 978-2-02-089266-7, BNF 40950741)
- Reflets de sang, Paris, Seuil, coll. « Thrillers », 7 février 2008, 254 p. (ISBN 978-2-02-096642-9, BNF 41206947)
- Le Souffle de l'ogre, Paris, Fayard, coll. « Fayard noir », 10 mars 2010, 297 p. (ISBN 978-2-213-63853-9, BNF 42163452)
- Freaky Fridays, Paris, la Branche, coll. « Vendredi 13 », 12 janvier 2012, 221 p. (ISBN 978-2-35306-054-2, BNF 42576100)
- La Ville des serpents d’eau. Paris : Éditions du Seuil, coll. "Policiers", 2012, 287 p.  (ISBN 978-2-021-07538-0)
- Mémoires secrets d'un valet de cœur. Paris : Éditions du Seuil, coll. "Policiers", 2017, 320 p.  (ISBN 978-2-02-132018-3)

#### SérieJacksonville
1. Ténèbres sur Jacksonville, Paris, Seuil, coll. « Seuil policiers », 1994, 307 p. (ISBN 978-2-02-022586-1, BNF 35705725)
2. La Morsure des ténèbres, Paris, Seuil, 16 février 1999, 269 p. (ISBN 978-2-02-036572-7, BNF 36973728)

#### SérieÉlise Andrioli
1. La Mort des bois, Paris, Seuil, coll. « Seuil policiers », 1996, 255 p. (ISBN 978-2-02-025400-7, BNF 35800517)
2. La Mort des neiges, Paris, Seuil, coll. « Seuil policiers », 2000, 290 p. (ISBN 978-2-02-041573-6, BNF 37186998)

Brigitte Aubert au salon du livre de Paris en 1996.

3. La Mort au Festival de Cannes, Paris, Seuil, coll. « Seuil policiers », 2015, 272 p. (ISBN 978-2-02-121829-9, BNF 44326861)

#### SérieMortelle Riviera
1. Le Couturier de la mort, Paris, Seuil, coll. « Points » (no 733), 11 avril 2000, 225 p. (ISBN 978-2-02-033817-2, BNF 37186745)
2. Descentes d'organes, Paris, Seuil, coll. « Points » (no 862), 11 avril 2001, 217 p. (ISBN 978-2-02-033818-9, BNF 37637878)

#### SérieLouis Denfert, reporter
1. Le Miroir des ombres, Paris, 10/18, coll. « Grands détectives » (no 4155), 18 septembre 2008, 376 p. (ISBN 978-2-264-04632-1, BNF 41338789)
2. La Danse des illusions, Paris, 10/18, coll. « Grands détectives » (no 4156), 18 septembre 2008, 410 p. (ISBN 978-2-264-04633-8, BNF 41338787)
3. Projections macabres, Paris, 10/18, coll. « Grands détectives » (no 4229), 20 mai 2009, 426 p. (ISBN 978-2-264-04890-5, BNF 41486920)
4. Le Secret de l'abbaye, Paris, 10/18, coll. « Grands détectives » (no 4377), 21 octobre 2010, 416 p. (ISBN 978-2-264-05057-1, BNF 42309726)
5. Le Royaume disparu, Paris, 10/18, coll. « Grands détectives » (no 4549), 5 septembre 2013, 384 p. (ISBN 978-2-264-05391-6)

### Recueils de nouvelles
- Coïncidences ; Rigor mortis. Paris, Seuil, "Points", 2001, 139 p.  (ISBN 978-2-020-50842-1) (BNF 37684238)
- Nuits noires. Paris : Fayard, coll. "Fayard noir", 2005, 200 p.  (ISBN 978-2-213-62534-8) (BNF 40101877)
- Scènes de crimes. Paris, Thierry Magnier, coll. "Nouvelles", 2007, 187 p.  (ISBN 978-2-844-20544-5) (BNF 41000934)
- Totale angoisse. Paris, Thierry Magnier, coll. "Nouvelles", 2009, 185 p.  (ISBN 978-2-844-20770-8) (BNF 42446071)

### Romans pour la jeunesse, avecGisèle Cavali

#### Romans hors série
- Le Mensonge / ill. Frédéric Rébéna. In Je Bouquine, Bayard Presse, octobre 1997, no 164, p. 21-64. Rééd. sous le titre Le Mensonge de mon père. Ill. Faujour. Morsang-sur-Orge : Lire c'est partir, 2004, 93 p.  (ISBN 2-35024-002-9)
- Passagère sans retour / ill. Frédéric Rébéna. Paris, Albin Michel, 1999, 156 p. (Le Furet enquête ; 12).  (ISBN 2-226-10212-4)
- Ranko Tango. Paris, Éd. du Seuil, 1999, 166 p. (Collection Fiction jeunesse).  (ISBN 2-02-034034-8). Rééd. Éd. du Seuil, 2003, 166 p. (Points. Virgule ; 69).  (ISBN 2-02-060184-2)
- Le Baiser de la reine. Paris, Hachette jeunesse, mai 2001, 160 p. (Vertige Fantastique ; no 1130).  (ISBN 2-01-200704-X)
- Panique aux urgences / ill. James Prunier. Paris, Rageot, 2004, 153 p. (Heure noire).  (ISBN 2-7002-2912-6)
- Le Maléfice d’Isora. Paris, Magnard jeunesse, 2005, 213 p. (Tipik junior : fantastique ; 43).  (ISBN 2-210-98621-4)
- Seules dans la nuit. Paris, Rageot, 2006, 104 p. (Heure noire).  (ISBN 2-7002-3126-0)
- Vague de panique. Paris, coéd. SNCF - Gallimard jeunesse, février 2009, 95 p. (Voyage en page, no 19).  (ISBN 978-2-07-062181-1)

#### SérieLes Trois Scotch
1. Cauchemar dans la crypte / ill. Gaëtan de Séguin. Paris, Magnard jeunesse, 2001, 47 p. (Les p'tits policiers).  (ISBN 2-210-98059-3). Rééd. ill. Marie-Geneviève Thoisy. Étampes, Lire c'est partir, 2006, 59 p. (ISBN 2-35024-036-3)
2. L’Assassin habite en face / ill. Clément Oubrerie. Paris, Magnard jeunesse, 2002, 47 p. (Les p'tits policiers ; 12).  (ISBN 2-210-98080-1). Rééd. ill. Gaëtan de Seguin. Paris, Magnard jeunesse, 2004, 47 p. (Tipik cadet : policier ; 9).  (ISBN 2-210-98355-X)

#### SérieDuo de choc
1. Témoin sur vidéo / ill. Bart. Paris, Magnard jeunesse, 2002, 134 p. (Les policiers ; 3).  (ISBN 2-210-98428-9). Rééd. Paris, Magnard jeunesse, mai 2004, 138 p. (Tipik junior : policier ; 8).  (ISBN 2-210-98471-8)
2. La Mort sous contrat. Paris, Magnard jeunesse, août 2004, 165 p. (Tipik junior : policier ; 28).  (ISBN 2-210-98459-9)

#### SagaLes Cavaliers des Lumières
1. Le Règne de la Barbarie. Paris, Plon jeunesse, mai 2008, 301 p. (Heroic).  (ISBN 978-2-259-20773-7)
2. La Voie des chimères. Paris, Plon jeunesse, novembre 2008, 307 p. (Heroic).  (ISBN 978-2-259-20774-4)
3. La Porte du Présage, annoncé mais jamais paru.

## Filmographie
- 2001 : Mauvais genres, par Francis Girod, adaptation du roman  Transfixions, scénario et dialogues de Philippe Cougrand. Avec : Richard Bohringer, Robinson Stévenin.

## Prix
- Prix du roman policier francophone de la ville du Mans 1996 pour La Mort des bois[1]
- Grand prix de littérature policière 1997 pour La Mort des bois[2]

## Sources
- Claude Mesplède (dir.), Dictionnaire des littératures policières, vol. 1 : A - I, Nantes, Joseph K, coll. « Temps noir », 2007, 1054 p. (ISBN 978-2-910686-44-4, OCLC 315873251), p. 119-120.
- Jean-Marie David, « Brigitte Aubert : suspense, humour noir & vitriol », 813 : les amis de la littérature policière. Paris : Association 813, février 2005, no 92, p. 5-31.  (ISSN 0751-3879)